# 她非比尋常
《她非比尋常》（She's So Unusual）是美國女歌手辛蒂·羅波個人首張錄音室專輯，於1983年10月發行。《她非比尋常》在告示牌專輯榜獲得第4名，全美銷售數字逾六白金，辛蒂·羅波因此一炮而紅，成為美國樂壇最受矚目的女新人。《她非比尋常》在告示牌締造了四首TOP 5單曲，辛蒂·羅波成為首位擁有此紀錄的女藝人。《她非比尋常》除了在商業市場引起廣大迴響外，更為辛蒂·羅波摘下1985年葛萊美獎最佳新人獎（Best New Artist）。

## 內容

### 專輯簡介
《她非比尋常》共收錄10首歌曲，辛蒂·羅波也參與其中部份歌曲的創作，專輯曲風以龐克搖滾和流行音樂為主，市場取向是以時下年輕歌迷為大宗，因此取名「Unusual」為專輯名稱。辛蒂·羅波的嗓音相當獨特、辨識度極高，她那略帶稚嫩嗲聲的娃娃音，卻有迷人的磁性和懾人的爆發力，這在樂壇上是相當少見的，再搭配上她那龐克搖滾的誇張造型，融合成專屬於她自己的獨家特色。
在1980年代初期，女性意識逐漸在美國社會甦醒，《她非比尋常》中的作品顯示出辛蒂·羅波呼籲女孩子們要自主當家，先將男人擺一邊的意圖，歌曲中的訴求跟上社會潮流。《她非比尋常》推出之後，切中時下年輕人的心聲，辛蒂·羅波因此一炮而紅。

### 商業成績
《她非比尋常》在1983年10月份發行，同年12月24日進入告示牌專輯榜，首週成績為第193名。這張專輯屬於慢熱型，它在進榜後成績雖緩慢但穩定的向上攀升，終於在1984年6月2日爬升至第4名，在蟬聯四周第4名之後開始功成身退。《她非比尋常》在專輯榜中停留時間長達96週，全美地區銷售數字達六白金，對於一個身處1980年代初期的新進女歌手而言，這是相當不錯的成績。《她非比尋常》更連續兩年都進入告示牌年終專輯榜，1984年獲得第11名，1985年獲得第28名。
《她非比尋常》除了專輯本身的排行與銷售成績雙雙告捷，所推出的單曲也締造女藝人新紀錄，這張專輯一共有四首單曲拿下告示牌單曲榜TOP 5，辛蒂·羅波成為締造這紀錄的第一人。這四首單曲分別為〈女孩只想玩樂〉2週亞軍，1白金唱片、〈一次又一次〉2週冠軍，1白金唱片、〈She Bop〉3週第3名，金唱片、〈All Through The Night〉第5名以及〈Money Changes Everything〉第27名。
《她非比尋常》在英國專輯榜最高名次為第16名，〈女孩只想玩樂〉和〈一次又一次〉在英國單曲榜分別拿下第2名與第3名的成績。

### 獎項評價紀錄
《她非比尋常》除了在商業市場上大大成功，辛蒂·羅波也因此獲得第27屆葛萊美獎六項提名，包括專輯入圍「Best Album Package」、「Album of the Year」，單曲〈女孩只想玩樂〉入圍「Record of the Year」、「Best Female Pop Vocal Performance」，單曲〈一次又一次〉入圍「Song of the Year」以及她本人入圍「Best New Artist」等共六項提名，最後辛蒂·羅波獲得最佳新人獎。
美國權威音樂滾石雜誌給予《她非比尋常》三顆半星的評等，樂評誇讚辛蒂·羅波的聲音具有承先啟後的能力，並拿她和樂壇前輩莫琳·格雷相提並論，甚至認為這張專輯是一個新時代的開始。

### 樂壇地位
就在辛蒂·羅波嶄露頭角的同時，美國樂壇也崛起另一位女歌手瑪丹娜，當時兩人無論是曲風歌路、穿著造型等方面，都經常被娛樂媒體拿來做比較。瑪丹娜的首張專輯《瑪丹娜》於1983年7月27日發行，推出時間約莫早《她非比尋常》將近三個月，不過並不像《她非比尋常》如此受到萬千矚目，辛蒂·羅波此時氣勢是遠遠超越瑪丹娜的。瑪丹娜是在1984年11月12日發行第二張專輯《宛如處女》時整個聲勢爆發，從全美急速蔓延至全球，一發不可收拾。

## 曲目
| Side A | Side A                      | Side A                  | Side A |
| 曲序   | 曲目                        | 词曲                    | 时长   |
| ------ | --------------------------- | ----------------------- | ------ |
| 1.     | Money Changes Everything    | Tom Gray                | 5:06   |
| 2.     | Girls Just Want to Have Fun | Robert Hazard           | 3:51   |
| 3.     | When You Were Mine          | Prince                  | 5:06   |
| 4.     | Time After Time             | Cyndi Lauper, Rob Hyman | 4:03   |

| Side B | Side B                | Side B                                                      | Side B |
| 曲序   | 曲目                  | 词曲                                                        | 时长   |
| ------ | --------------------- | ----------------------------------------------------------- | ------ |
| 5.     | She Bop               | Lauper, Rick Chertoff, Gary Corbett, Stephen Broughton Lunt | 3:47   |
| 6.     | All Through the Night | Jules Shear                                                 | 4:33   |
| 7.     | Witness               | Lauper, John Turi                                           | 3:40   |
| 8.     | I'll Kiss You         | Lauper, Shear                                               | 4:12   |
| 9.     | He's So Unusual       | Al Sherman, Al Lewis, Abner Silver                          | 0:45   |
| 10.    | Yeah Yeah             | Hasse Huss, Mikael Rickfors                                 | 3:18   |